# Dynasty Warriors 6
Dynasty Warriors 6 (真・三國無双５ Shin Sangoku Musōu 5) est un jeu vidéo de type hack 'n' slash développé par Omega Force et édité par Koei, sorti en 2007 sur PlayStation 3, Xbox 360, Windows, PlayStation 2 et PlayStation Portable.

## Accueil
- Jeuxvideo.com : 11/20 (X360)[1] - 9/20 (PC)[2]

## Personnages
| Shu         | Wei         | Wu              | Other      |
| ----------- | ----------- | --------------- | ---------- |
| Guan Ping   | Cao Cao     | Gan Ning        | Diao Chan  |
| Guan Yu     | Cao Pi      | Huang Gai       | Dong Zhuo  |
| Huang Zhong | Cao Ren     | Ling Tong       | Lu Bu      |
| Liu Bei     | Dian Wei    | Lu Meng         | Yuan Shao  |
| Ma Chao     | Sima Yi     | Lu Xun          | Zhang Jiao |
| Pang Tong   | Xiahou Dun  | Sun Ce          |            |
| Wei Yan     | Xiahou Yuan | Sun Jian        |            |
| Yue Ying    | Xu Huang    | Sun Quan        |            |
| Zhang Fei   | Xu Zhu      | Sun Shang Xiang |            |
| Zhao Yun    | Zhang He    | Taishi Ci       |            |
| Zhuge Liang | Zhang Liao  | Xiao Qiao       |            |
|             | Zhen Ji     | Zhou Tai        |            |
|             |             | Zhou Yu         |            |